# Doação de embrião
A doação de embriões é uma forma de reprodução terceiro. Ele é definido como a dar—geral, sem compensação de embriões restantes depois de um casal de fertilização in vitro para outra pessoa ou casal para implantação ou para a investigação. Onde é dada para a finalidade de implantação, a doação é seguido pela colocação desses embriões para o destinatário do útero da mulher, para facilitar a gravidez e o parto, em que o destinatário. Resultante da criança é considerado o filho da mulher que o carrega e dá à luz, e não o filho do doador. Este é o mesmo princípio é seguido na doação de óvulos ou de doação de esperma. Na maioria das vezes, os embriões são doados depois de a mulher a quem eles foram criados originalmente foi desenvolvido com êxito um ou mais gestações a termo.

## Para implantação
A doação de embriões pode ser tratada de forma anónima (o dador e o receptor partes não são conhecidos uns dos outros), ou em um base (partes identidades são compartilhados e as famílias se comprometem a uma relação). Ocasionalmente, um "semi-aberto" arranjo é usado em que as partes saibam família e outras informações sobre cada um dos outros, mas seus verdadeiros nomes e informações de localização são retidos, a fim de fornecer uma camada de proteção de privacidade.

### A doação de embriões ou de adopção
Alguns autores utilizam o termo "doação de embriões" para referir-se estritamente ao anónimo de doação de embriões, e a "adoção de embriões" para se referir ao processo em aberto. Outros usam os termos como sinônimos, porque, independentemente de se o acordo for aberto ou anônimo, a doação de embriões e de uma clínica de reprodução assistida procedimento, e o destinatário casal está se preparando para criar um filho não geneticamente relacionados a eles. os Advogados que ajudar os casais que estão tentando adquirir um embrião de estado o termo "adoção de embriões" é um equívoco, porque a transferência de um embrião é tratada como transferência de propriedade. direito ao Aborto, advogados, defensores da pesquisa com células tronco embrionárias, e os membros da fertilidade indústria de objeto para referir-se à transferência como um "adoção" porque eles sentem que dá um embrião o mesmo status como uma criança. a Maioria dos médicos descrever o processo como "doação de embriões".

### Doador opções
De acordo com uma pesquisa da Sociedade Americana de Medicina Reprodutiva, 54% de fertilidade pacientes querem preservar suas restantes embriões para uso futuro. mais 21% querem doar sobras de embriões para pesquisa. a Doação de embriões para a investigação pode ser uma boa alternativa quando os pacientes recebem correta, honesta e clara, informações sobre o projeto de pesquisa, os procedimentos e o valor científico da pesquisa. Os restantes 7% dos entrevistados estão dispostos a doar sobras de embriões para outro casal.
O Dr. Jeffrey Nelson é Diretor do Huntington Reprodutiva Center, um dos Califórnia maiores clínicas de FERTILIZAÇÃO in vitro. Ele relata que "Vinte e cinco por cento dos pacientes deseja doar seu [reposição] embriões – não tantos quanto eu gostaria." Ele acrescentou, "as Pessoas tendem a manter seus embriões, porque eles não querem tomar uma decisão. Nós começamos a comprar mais e mais criopreservação tanques, e tivemos, finalmente, para dizer que há uma taxa para um determinado número de anos de armazenamento, além de que o preço começa a aumentar." Ele custa até us $1.200 por ano para armazenar embriões congelados. em Maio de 2012, havia cerca de 600.000 congelados embriões armazenados em laboratórios e clínicas de fertilidade, o cálculo de custos dos doadores famílias cerca de us $72 milhões por ano para as taxas de armazenamento.

### O rastreio de dadores de
Nos Estados Unidos, os doadores devem, se possível, ser projectado para uma série de doenças infecciosas. A U.S. Food and Drug Administration (FDA) administra as regras para triagem de doadores. Se os doadores não estão disponíveis para serem selecionados, os embriões deve ser dado um rótulo que indica que a triagem não foi feito, e os destinatários têm de aceitar o risco associado. A quantidade de triagem, o embrião já sofreu é em grande parte dependente da genética dos pais própria clínica de FERTILIZAÇÃO in vitro e processo. O embrião destinatário pode optar por ter o seu próprio embriologista realizar mais testes.
ou doá-los para uso em pesquisa com células tronco embrionárias. Embora os embriões podem, teoricamente, sobreviver indefinidamente em frozen de armazenamento, como uma realidade prática, alguém deve, eventualmente, decidir sobre uma permanente disposição para eles.
Um estudo feito NOS estados unidos concluiu que a doação de um embrião é aproximadamente o dobro do custo-eficácia de oócitos doação em termos de custo por nascimento ao vivo, com um custo de us $22.000 por viver de entrega em comparação a us $41,000 para doação de oócitos.

### História
Logo após a fertilização in vitro tornou-se comum na prática clínica, os médicos descobriram uma maneira de preservar embriões congelados de armazenamento e descongelá-los para a implantação posterior. Este procedimento pode poupar uma mulher de doadores a partir de um segundo ovo colheita procedimento.
Na mesma época, os médicos fundamentado que mais casais pode ser ajudado para a paternidade e a maternidade por substituição doador de esperma para os homens que não têm viável esperma ou óvulos de doadoras para as mulheres que não têm oócitos viáveis – ou de ambos. Assim, o que foi chamado de gametas e embriões de doação, veio a ser. Uma leitura cuidadosa de 1983, o relatório clínico, muitas vezes citado como a primeira instância de doação de embriões revela que a doação de embriões, na verdade, foi criado para o destinatário, ao mesmo tempo que quatro embriões foram feitos um para o doador casal uso próprio. Os ciclos menstruais de o doador e o receptor mulheres foram sincronizados uso de medicamentos, e as transferências ocorreram no mesmo dia. Nenhum desses embriões tinha sido criopreservados.[carece de fontes?]
Logo depois, foram publicados relatórios documentando sucesso gestações e nascimentos do doadora de embriões criopreservados. Novamente, no entanto, estes embriões foram feitas a partir de um doador de gametas especificamente para os destinatários.
Ninguém sabe ao certo quando o primeiro verdadeiro adoção de embriões ocorreu. O termo foi usado logo em meados da década de 1980, na literatura jurídica. Devroey et al., o Dr. Maria Bustillo, na Flórida, e o Dr. Howard Jones, na Virgínia relataram transferências de embriões que ocorrem entre 1986 e 1990, que claramente representado adopção das restantes embriões.
Antes disso, milhares de mulheres que foram inférteis tinha considerado a adoção como o único caminho disponível para a paternidade. Estes avanços científicos definir o cenário para permitir franco e aberto de discussão de doação de embriões e de transferência como uma solução para a infertilidade. Em alguns aspectos, é semelhante a outras doações, como o sangue e os grandes doações de órgãos. Alguns vêem o embrião como "tecido", outros a vêem como um "presente de um potencial de vida", , enquanto outros ainda acreditam que uma nova vida humana começa no momento da fertilização. O terceiro grupo vê a doação de embriões como pouco diferente do tradicional adoção, exceto que o destinatário mulher tem a experiência da gravidez e do parto, e que nenhuma ação judicial é necessária para estabelecer o legal de paternidade para o destinatário.
O assunto ganhou outra dimensão política nos Estados Unidos quando o Congresso e a administração Bush orçado de us $1 milhão para promover a adoção de embriões.

### Processo
A doação de embriões é legalmente considerada uma transferência de propriedade e não uma adoção, por leis estaduais. No entanto, Geórgia promulgada uma lei chamada "Opção da Lei da Adopção", em 2009, que proporcionou um procedimento, mas (principalmente) não necessitam de uma confirmação de ordem judicial de paternidade seguinte adoção de embriões. Uma vantagem alguma a adoção de embriões casais na Geórgia tem derivada a partir desta lei é que eles se tornaram elegíveis para o federal a Adoção de Crédito de Imposto.
A doação de embriões pode ser realizado como um serviço de um indivíduo infertilidade clínica (onde o doador e o receptor famílias vivem no local e são pacientes da mesma clínica), ou por qualquer uma das diversas organizações nacionais. O processo descrito abaixo, é típico de uma "adoção-agência baseado no" programa nacional.[carece de fontes?]
Genética pais introduzir um programa de adoção de embriões são oferecidos os benefícios de seleção de pais adotivos da agência piscina de pré-selecionados os candidatos. Embrião propriedade é transferida diretamente da genética de pais para pais adotivos. Genética, os pais podem ser atualizados pela agência quando uma gravidez bem sucedida é alcançada, e quando uma criança(s) é/são nasceu. A genética, os pais e os pais adoptivos podem negociar seus próprios termos, para futuros contatos entre as famílias.[carece de fontes?]
Futuros pais adotivos de entrar em um programa completo de uma aplicação, e pode também concluir um tradicional adopção de estudo em casa, a fertilidade ou a adopção de educação, plano de fundo e verificações de saúde e, em alguns casos, dependendo das necessidades, tanto para o estudo em casa e agências de colocação, do tribunal de certificação de adoção de elegibilidade. Completem a burocracia e as taxas são enviados para a agência de colocação, que revê o seu arquivo. Algumas agências de permitir que os doadores para escolher o destinatário, enquanto outros coincidir com o destinatário pais com preferências similares, incluindo o nível desejado de abertura pós-adoção. Genética e futuros pais é dada a chance de aprovar a partida. Uma vez que todas as partes concordarem, o embrião é transferido para a mãe adotiva da clínica, para uma transferência de embriões congelados.[carece de fontes?]
Nenhum dos procedimentos envolvidos com a adoção de embriões por genética ou adoptante, são requisitos legais de transferência de embriões. O processo é celebrado de boa vontade por ambos os conjuntos de pais por causa do acréscimo de salvaguardas, de conhecimento e de comunicação oferecidos para ambas as partes pelo sistema.

## Para a pesquisa
A doação de embriões para pesquisa fornece uma importante fonte de células-tronco para pesquisas com células-tronco. A esperança é que a pesquisa com células-tronco vai ajudar a encontrar a cura para várias doenças graves como o mal de Alzheimer, câncer, SMA, e o mal de Parkinson doenças. Algumas pesquisas com células-tronco é feito usando embriões humanos, e uma opção que os pais têm, uma vez que eles são feitos com in vitro de fertilização é doar as sobras de embriões para pesquisas com células-tronco. Uma revista chegou à conclusão de que a proporção da FERTILIZAÇÃO in vitro, os usuários que embriões doados para pesquisa variou geograficamente, de 7% na França, para 73%, na Suíça. Um estudo feito nos Estados Unidos revelou que 60% dos Americanos doadores poderiam doar os embriões não utilizados para a ciência
As pessoas que se dispõem a doar embriões para a investigação, muitas vezes, têm sido encontrados em uma revisão para que relatam sentimentos de reciprocidade para a ciência e a medicina, opiniões positivas de pesquisa e altos níveis de confiança no sistema médico. Eles têm descrito a decisão de doar como melhor do que a destruição de embriões, e como uma oportunidade para ajudar os outros ou para melhorar a saúde e a FIV tecnologia. Por outro lado, relatados fatores que fazem com que as pessoas se abstenham de doação de embriões para pesquisa incluem a percepção de riscos, a falta de informação sobre projetos de pesquisa e o sistema de assistência médica, bem como a conceituação de embriões em termos de personalidade. A influência das características sociodemográficas e reprodutivas e ginecológico história tem principalmente sido encontrado para ser inconclusivo.